# Breaza, Bistrița-Năsăud
Breaza este un sat în comuna Negrilești din județul Bistrița-Năsăud, Transilvania, România.
Satul este situat la interferența județelor Cluj, Maramureș si Bistrița-Năsăud .

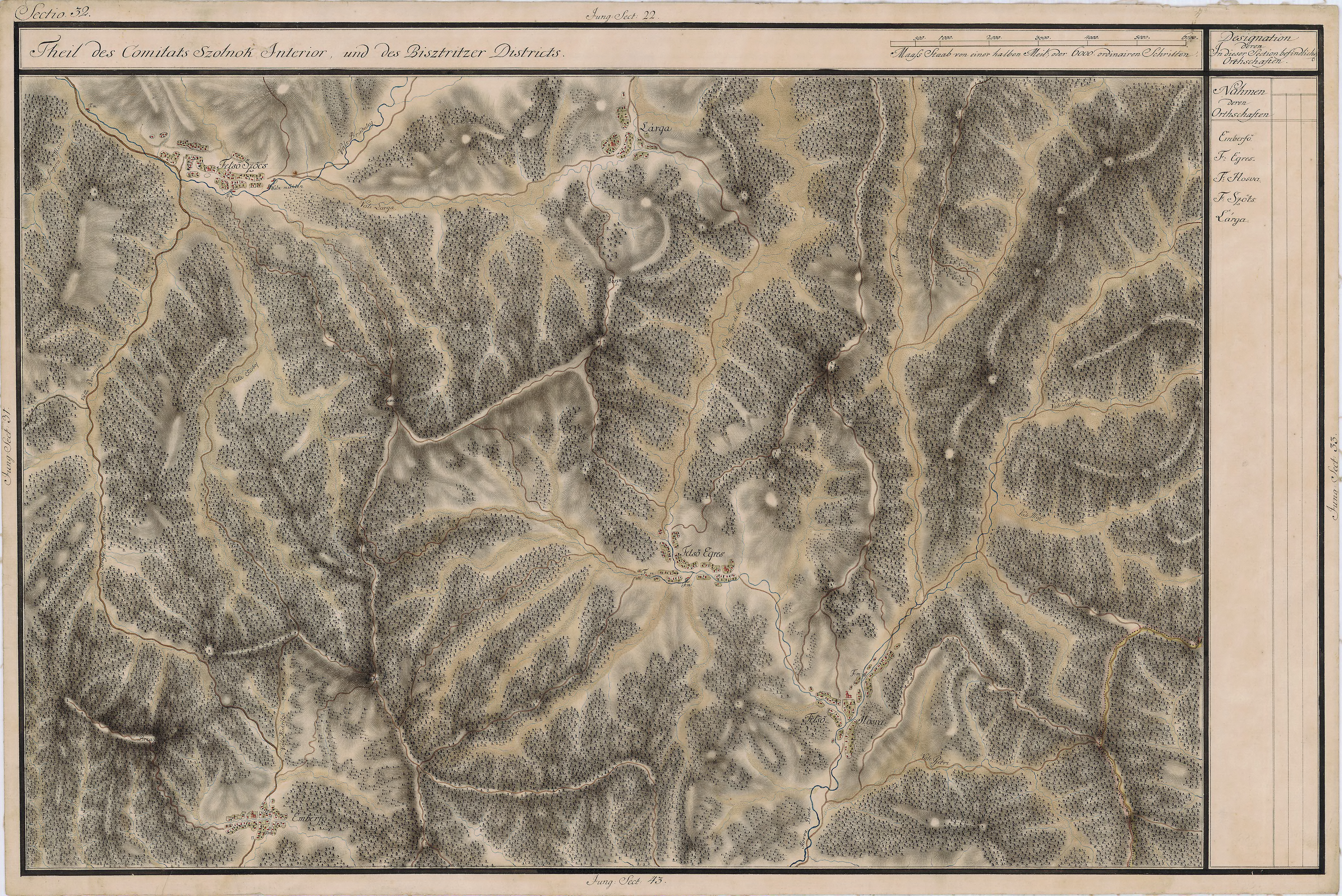
Breaza pe Harta Iosefină a Transilvaniei, 1769-1773